# Fecenia macilenta
Espèce
Synonymes
- Mezentia macilenta Simon, 1886

Fecenia macilenta est une espèce d'araignées aranéomorphes de la famille des Psechridae.

## Distribution
Cette espèce se rencontre en Malaisie péninsulaire et en Indonésie à Sumatra,.

## Description
La carapace du mâle holotype mesure 6,2 mm de long sur 3,8 mm et l'abdomen 7,5 mm de long sur 3,5 mm.
La carapace des mâles mesurent de 5,4 à 5,8 mm de long sur de 3,5 à 4,1 mm de large, l'abdomen de 5,4 à 7,4 mm de long sur de 2,8 à 3,2 mm de large. La carapace de la femelle mesure 5,3 mm de long sur 3,7 mm de large, l'abdomen de 7,6 à 8,3 mm de long sur de 4,5 à 4,9 mm de large.

## Systématique et taxinomie
Cette espèce a été décrite sous le protonyme Mezentia macilenta par Simon en 1886. Elle est placée dans le genre Fecenia par Simon en 1892.

## Publication originale
- Simon, 1886 : « Matériaux pour servir à la faune arachnologiques de l'Asie méridionale. III. Arachnides recueillis en 1884 dans la presqu'île de Malacca, par M. J. Morgan. IV. Arachnides recueillis à Collegal, district de Coimbatoore, par M. A. Theobald G. R. » Bulletin de la Société zoologique de France, vol. 10, p. 436-462 (texte intégral).